# ماریا گلیمووسکا
ماریا گلیمووسکا (انگلیسی: Maria Golimowska؛ زادهٔ ۲۸ اوت ۱۹۳۲) بازیکن والیبال اهل لهستان است.